# Raiffeisenbank Heilsbronn-Windsbach
Die Raiffeisenbank Heilsbronn-Windsbach eG war eine deutsche Genossenschaftsbank und hatte ihren Sitz in Windsbach. Im Jahr 2023 fusionierte die Bank mit der VR-Bank Feuchtwangen-Dinkelsbühl eG und der Raiffeisenbank Weißenburg-Gunzenhausen eG zur VR Bank im südlichen Franken eG mit Sitz in Weißenburg i. Bay.

## Geschichte
Die Gründung des „Darlehenskassenvereins Elpersdorf-Retzendorf-Moosbach eGmuH“ erfolgte am 24. April 1925 in Elpersdorf. Am 26. Mai 1925 wurde die Genossenschaft in das Handelsregister eingetragen und ist seitdem beim Amtsgericht Ansbach unter der Genossenschaftsregister-Nummer GenR 34 geführt. Seit 1940 ist die Hauptstraße 21 in Windsbach Sitz der Hauptgeschäftsstelle.
Die heutige Raiffeisenbank Heilsbronn-Windsbach eG entstand aus der Fusion der Raiffeisenbanken Windsbach und Heilsbronn im Jahr 1992.
Die  Raiffeisenbank Windsbach eG ging aus den Zusammenschlüssen mit der Spar- und Darlehenskasse Mitteleschenbach (gegründet 1908), dem Darlehenskassenverein Petersaurach (gegründet 1908), der Spar- und Darlehenskasse Bertholdsdorf (gegründet 1903), der Spar- und Darlehenskasse Veitsaurach (gegründet 1896), dem Darlehensverein Ismannsdorf u. U. (gegründet 1898) sowie der Spar- und Darlehenskasse Neuses u. U. (gegründet 1925) hervor. Die älteste davon ist die Spar- und Darlehenskasse Veitsaurach mit Gründungsdatum 26. April 1896.

Die  Raiffeisenbank Heilsbronn eG entstand durch den Zusammenschluss der Raiffeisenkasse Weißenbronn, des Darlehensvereins Betzendorf und des Darlehensvereins Bürglein u. U. Letztgenannter wurde im Jahr 1890 gegründet.
Zur Raiffeisenbank Heilsbronn-Windsbach eG kam im Jahr 2001 die ehemalige Raiffeisenbank Sachsen-Immeldorf eG dazu. 
Diese wiederum entstand Ende der 60er Jahre aus den Raiffeisenkassen Sachsen und Immeldorf.
Schließlich schloss sich im Jahr 2015 die ehemalige Raiffeisenbank Dietenhofen eG (Gründungsjahr 1896) der Raiffeisenbank Heilsbronn-Windsbach eG an.

## Geschäftsstellen der Raiffeisenbank Heilsbronn-Windsbach eG
- Windsbach (Hauptgeschäftsstelle)
- Heilsbronn (Hauptgeschäftsstelle)
- Dietenhofen (Hauptgeschäftsstelle)
- Sachsen bei Ansbach (Hauptgeschäftsstelle)
- Mitteleschenbach
- Petersaurach
- Rohr